# Wólka Kańska
Wólka Kańska – wieś w Polsce położona w województwie lubelskim, w powiecie chełmskim, w gminie Rejowiec Fabryczny.
Najstarsza znana wzmianka o wsi, pisanej jako Wola Kanyska, pochodzi z 1539 roku. W latach 1975–1998 miejscowość administracyjnie należała do województwa chełmskiego. 
Wieś jest sołectwem w gminie Rejowiec Fabryczny. Według Narodowego Spisu Powszechnego (III 2011 r.) liczyła 352 mieszkańców i była piątą co do wielkości miejscowością gminy.